# Joseph Greff
Pour les articles homonymes, voir Greff.
 (septembre 2019).
Si vous disposez d'ouvrages ou d'articles de référence ou si vous connaissez des sites web de qualité traitant du thème abordé ici, merci de compléter l'article en donnant les références utiles à sa vérifiabilité et en les liant à la section « Notes et références ».
Joseph Greff est un militaire français, né le 19 janvier 1771 à Etzling (Moselle) et mort le 4 mai 1825.

## Biographie
Hussard au 1er régiment le 7 août 1789, il fit la campagne de 1792 aux armées des Ardennes et du Nord. Le 28 septembre dans une charge contre les Prussiens, près de Sainte-Menehould, il fit prisonnier le major des hussards de Zeiden.
Le 7 mars 1793, au combat qui fut livré entre Tongres et Saint-Tron, cerné par plusieurs hussards de Blanckenstein, il refusa de se rendre et parvint à se débarrasser d'eux après avoir reçu dix-huit coups de sabre et avoir eu son cheval tué sous lui.
Il fut nommé, pendant la campagne de 1793, brigadier le 11 avril, maréchal-des-logis-chef le 17 du même mois ; chaque avancement qu'il obtint fut le prix d'un acte de bravoure. Il fit toutes les campagnes de la Révolution française aux armées des Pyrénées, d'Italie, de Naples.
Au mois de ventôse an II, dans une reconnaissance au-delà du Thec, il eut un cheval tué sous lui, fut cerné par la cavalerie ennemie, parvint à se faire, jour à travers deux pelotons espagnols, et vint rendre compte de la position de l'ennemi.
Nommé adjudant sous-officier, il fit prisonnier le 11 prairial, à l'affaire de Borghetto, le lieutenant-colonel duc d'Istogliano. Le 16 thermidor, à la bataille de Castiglione, il délivra, quoique blessé d'un coup de lance, un hussard du 7e régiment, qui était prisonnier, et en empêcha un autre de tomber au pouvoir de l'ennemi.
À la bataille de Roveredo, le 18 fructidor, à la tête de quelques hussards, et de concert avec le général Bohn, il prit 16 pièces de canon et 30 caissons. Il arracha ensuite deux drapeaux à l'ennemi et lui fit plus de 1 500 prisonniers.
Sous-lieutenant le 18 nivôse an V, et lieutenant le 21 fructidor an XI, il reçut la décoration de la Légion d'honneur le 20 frimaire an XII. En l'an XIV, il fit la campagne d'Autriche à la grande armée, et combattit à la bataille d'Austerlitz, où il mérita le grade de capitaine, qui lui fut conféré le 1er nivôse an XIV.
Il fit la campagne de 1806, et passa le 6 octobre comme lieutenant en second dans les chasseurs à cheval de la Garde. Devenu lieutenant en premier le 16 février 1807, pendant la campagne de Prusse, il suivit son régiment en Espagne en 1808 et revint à la grande armée en 1809.
Il fit des prodiges de valeur à la bataille d'Essling, et le 6 juillet, à Wagram, il reçut plusieurs coups de lance à la tête, à la cuisse et au bras droit. Malgré ces nombreuses blessures, il ne quitta le champ de bataille qu'après la fin du combat. Napoléon Ier le nomma officier de la Légion d'honneur le 15 août 1809, et capitaine le 20 du même mois.
Couvert de trente cicatrices, privé en partie de l'usage de ses membres, il ne put continuer le service, et fut admis à la retraite le 13 décembre 1812.
Il est mort le 4 mai 1825.

## Distinctions
- Officier de la Légion d'honneur (1809)